# Asarum kumageanum
Asarum kumageanum är en piprankeväxtart som beskrevs av Masamune. Asarum kumageanum ingår i släktet hasselörter, och familjen piprankeväxter. Inga underarter finns listade i Catalogue of Life.